# Лухмановская улица
Лухма́новская улица — улица в Восточном административном округе города Москвы на территории района Косино-Ухтомский.

## Происхождение названия
Названа в 2004 году в память о Дмитрии Лухманове, которому в 1812 году было пожаловано село Косино, в возрождение которого (после разграбления французами) он вложил большие средства.

## Описание
Улица начинается от Косинского шоссе и проходит через реку Руднёвка и заканчивается разворотным кругом.

## Особенности
30 августа 2019 года на пересечении улицы Лухмановская с Проектируемым проездом № 6353 был открыт новый сквер «Лухмановский». Ранее территория представляла собой пустырь, образовавшийся после застройки жилмассива. Название сквер получил в результате народного голосования. Проект был разработан на основе пожеланий жителей района. Ландшафт междомовой территории был изменён с помощью приемов геопластики: в сквере возвели искусственные холмы, между которыми проложили прогулочные дорожки — это позволило защитить открытое пространство от ветра. В сквере установлены два больших игровых комплекса, «археологическая» песочница, открытая сцена, тренажерная площадка. Особенностью общественной зоны также стали современные дизайнерские МАФы: лавки-«змейки», перголы, качели-«гнезда». В день открытия сквер посетило около двух тысяч жителей района Косино-Ухтомский. Открывал новый сквер префект ВАО Николай Алешин. Благоустройство территории проводилось по программе создания комфортной городской среды «Мой район».